# Tom Lenk
Thomas Loren Lenk (Camarillo, 16 juni 1976) is een Amerikaans toneel- en televisie-acteur die vooral bekend is geworden door zijn rol Andrew Wells in de televisieserie Buffy the Vampire Slayer en de spin-off Angel.

## Filmografie
- Boogie Nights (1997)
- Straight-Jacket (2004)
- Date Movie (2006)
- The Number 23 (2007)
- Transformers (2007)
- Boogeyman 2 (2007)
- My Girlfriend's Boyfriend (2010)
- The Cabin in the Woods (2012)
- Much Ado About Nothing (2012)
- Such Good People (2014)

### Televisie
*Exclusief eenmalige optredens
- Buffy the Vampire Slayer (2000-2003)
- Angel (2004)
- Lovin' Lakin (2012), miniserie
- Witches of East End (2013)
- Snow Bride (2013), televisiefilm